# Grande Arche

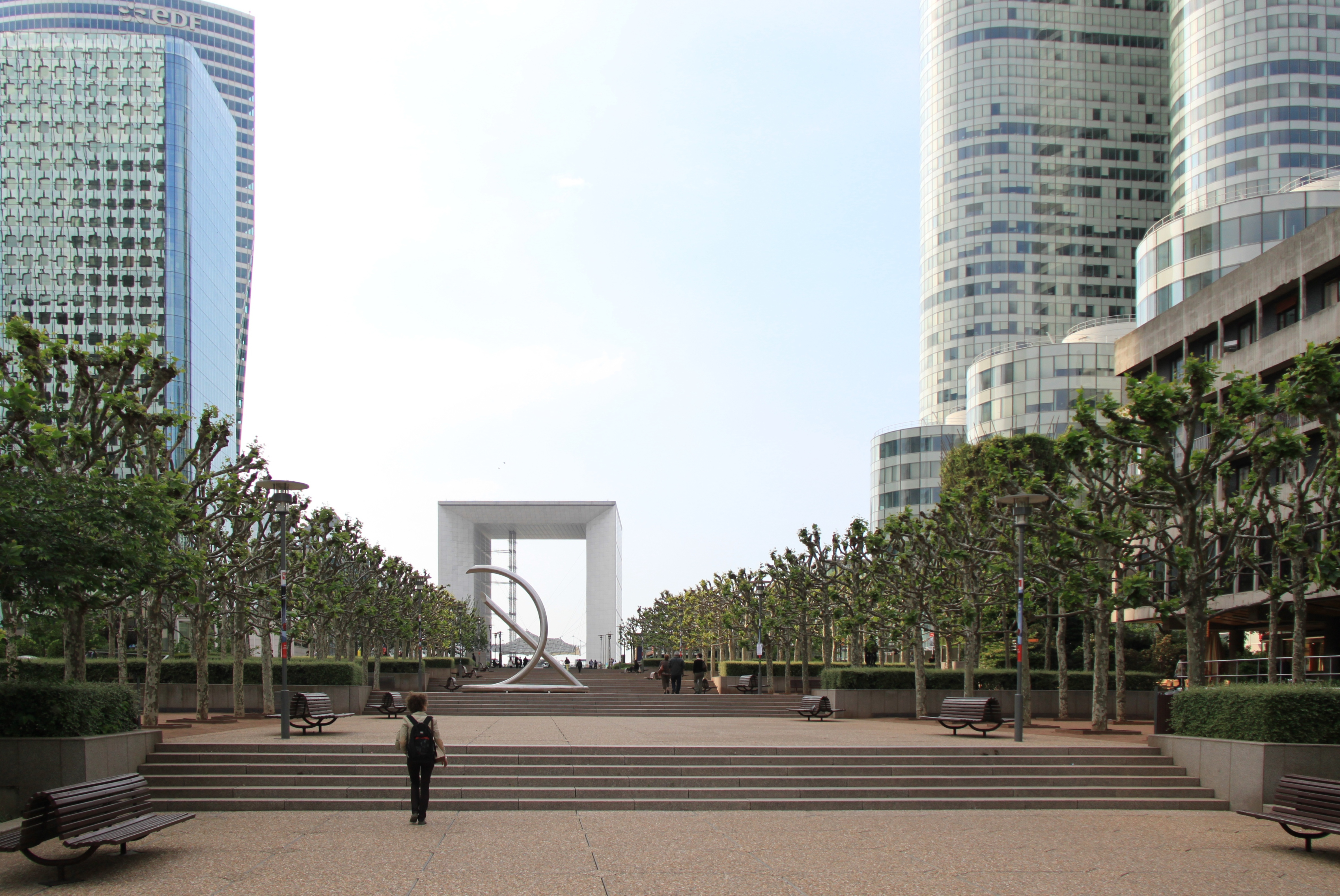
Imaginea prezintă Grande Arche de la Défense, un simbol al arhitecturii moderne din Paris, amplasat în cartierul de afaceri La Défense și aliniat cu axa istorică ce leagă Louvre-ul de Arcul de Triumf, ilustrând contrastul dintre clasic și contemporan.

Grande Arche de la Fraternité (Marele Arc al Fraternității), cunoscut sub numele uzual 'Arche de la Défense (Arcul de la Défense) sau Grande Arche (Marele Arc), este un monument situat în cartierul de afaceri la Défense la vestul Parisului, pe teritoriul comunei Puteaux.

## Istoric
Președinții Georges Pompidou și Valéry Giscard d'Estaing au avut ca proiect marcarea axului istoric al Parisului printr-o operă arhitecturală monumentală. Cel care concretizează în final aceste proiecte este președintele François Mitterrand sub numele de „proiect Cap Défense”.
Etablismentul public pentru amenajarea regiunii La Défense (EPAD) lansează în 1982 un concurs internațional de arhitectură. Acest concurs reunește 424 de proiecte anonime venite din întreaga lume. Dintre acestea doar patru sunt selecționate de EPAD și prezentate președintelui. Proiectul arhitectului danez Johann Otto von Spreckelsen care propunea construirea unui mare arc este selecționat.
Conduse de întreprinderea franceză de lucrări publice Bouygues, lucrările încep în 1983. Două mii de muncitori calificați au lucrat pe șantier (2 dintre ei au murit în urma unor accidente produse la realizarea structurii superioare). Cei doi „stâlpi” laterali au fost construiți în aproximativ un an de două echipe independente de muncitori. Johann Otto von Spreckelsen moare la 16 martie 1986, lucrările fiind conduse apoi de Paul Andreu care asigură finalizarea acestora.
Inaugurarea se face în iulie-august 1989, perioadă care coincide cu celebrarea a 100 de ani de la inaugurarea Turnului Eiffel și cu bi-centenarul declarației Drepturilor Omului. Construcția intră în axul est-vest al Parisului și se aliniază cu Arcul de Triumf, Obeliscul, Grădinile Tuileries, Arcul de Triumf de la Caroussel și Muzeul Luvru. 

## Monumentul
Johann Otto von Spreckelsen concepe Arcul de la Défense ca o versiune modernă, adaptată secolului XX, a Arcului de Triumf: un monument consacrat umanității și a ideilor umaniste (și nu consacrat unor victorii militare).
Arcul este un cub vidat de centrul său de 112m lungime, 106,9m lățime și 110,9m înălțime. Este o proiecție în trei dimensiuni a unui hipercub. În vidul interior ar putea intra catedrala Notre-Dame de Paris.
Johann Otto von Spreckelsen a utilizat materiale de o înaltă calitate pentru lucrarea sa: beton pretensionat bazat pe fun de siliciu (o densitate de 350kg pe m³ față de 120kg pe m³ pentru un pod normal), 2,5 hectare de sticlă anti-reflex, 3,5 hectare de marmură de Carrara (același tip ca cel utilizat de Michelangelo pentru sculpturile sale).
Pe fețele sale exterioare, arcul este acoperit cu plăci de sticlă de 5 cm grosime, special tratate pentru a preveni orice deformare optică și a putea rezista vânturilor puternice. Celelalte suprafețe sunt acoperite cu dale de marmură albă de Carrara si granit gri. Este montat pe 12 piloni care coboară la 30 de metri în subteran și sunt sprijiniți pe cricuri hidraulice (Savoisienne) pentru a permite solului fragil să susțină masa de 300.000 de tone. Acoperișul Grande Arche cântărește 30.000 de tone.
Exploatarea acoperișului a fost preluata de Stéphane Cherki în 2004 și conține un centru de conferinte, săli de expozitie, un muzeu al informaticii și un restaurant. De pe acoperiș se poate admira o vedere panoramică asupra panoramice La Defence precum și a vestului Parisului. Aceste facilități sunt deschise publicului și accesibile prin lifturi panoramice aproape în întregime din sticlă, situate în golul din centrul arcului.
Grande Arche nu este exact în axul istoric al Parisului, cu care face un unghi de 6°33. Există două motive pentru aceasta:
- din punct de vedere tehnic, pentru a putea instala structurile arcului, a fost nevoie să se respecte autostrada și căile ferate deja existente, precum și proiectul de prelungire a liniei de metrou 1,
- din punct de vedere simbolic, Johann Otto von Spreckelsen a dorit efectiv să decaleze Grande Arche cu 6°33 pentru a pune în valoare volumul cubului și pentru a recrea decalajul deja existent între curtea muzeului Luvru și piața Concorde.

## Folosire
Laturile nord și sud găzduiesc o parte a serviciilor Ministerelor Ecologiei, Energiei, a Dezvoltării Durabile și a Amenajării Teritoriului (MEEDDAT) precum și Fundația Internațională a Drepturilor Omului.
Începând cu 2009, Institutul de Economie Științifică și Gestiune (IÉSEG) și-a instalat campusul parizian în localuri situate în soclul Grande Arche. O parte a acestor localuri va fi ocupată de o secție a Facultății Libere de Drept a Institutului Catolic.